# Голендер-Друкер, Дорит
Дорит Голендер-Друкер (ивр. דורית גולנדר‎, псевдоним — Шломит Лидор; р. 1 апреля 1949, Вильнюс, Литовская ССР, СССР) — израильская журналистка. С 2010 года по 2015 — посол Израиля в России.
Репатриировалась в Израиль вместе с родителями (Лизой и Шломо Друкер) в 1967 году. Изучала иврит в кибуце Глиль-Ям.
Окончила Еврейский университет в Иерусалиме, где изучала английский язык и советологию.
С 1968 года работала на государственной радиостанции «Коль Исраэль», а в 1996—2010 годах была директором и главным редактором радиостанции РЭКА (вещающей на иностранных языках (преимущественно на русском) для новых репатриантов, РЭКА — аббревиатура на иврите רשת קליטת עלייה «Решет Клитат Алия», в дословном переводе: «Сеть интеграции/обустройства репатриантов». Радиостанция была создана в 1991 году, и Дорит Голендер была одной из её основателей наряду с Михаэлем Гильбоа, Александром Довом, Мордехаем Кармоном и др.
С 2010 года — посол Израиля в России. На должность посла её предложил глава израильского МИДа, лидер партии «Наш дом — Израиль» Авигдор Либерман. Сменила Анну Азари. Верительные грамоты были вручены 18 октября.
Замужем за бизнесменом, двое сыновей.

## Прочее
С 2017 года член Общественного совета Московского еврейского кинофестиваля